# Rita Roos
Rita Roos-Niedermann (geboren 1951 in Lichtensteig) ist eine Schweizer Politikerin (CVP). Sie war von 1996 bis 2000 Regierungsrätin des Kantons St. Gallen. 1999 kandidierte sie für den Bundesrat, wurde jedoch knapp nicht gewählt.

## Leben
Rita Roos ging in Lichtensteig und Freiburg im Üechtland zur Schule. Anschliessend studierte sie Rechtswissenschaften an der Universität Freiburg und schloss 1975 mit dem Lizentiat ab. Danach war sie Assistentin bei Luzius Wildhaber an der Universität Basel. Nach ihrer Zeit als Assistentin zog sie mit ihrem Mann, den sie beim Studium kennengelernt hatte, in den Kanton Luzern. Dort machte sie das Anwaltspatent. Von 1981 bis 1984 war sie Juristin in der Steuerverwaltung des Kantons Luzern. 1984 gründete sie eine eigene Anwaltskanzlei in Lichtensteig, in die drei Jahre später auch ihr Mann einstieg.
Von 1988 bis 1996 war sie Kantonsrätin. 1996 wurde sie zusammen mit Kathrin Hilber als erste Frau in den Regierungsrat des Kantons St. Gallen gewählt. Sie übernahm das Volkswirtschaftsdepartement. Im Amtsjahr 1998/99 war sie die erste Frau Landammann des Kantons St. Gallen.
Nach dem Doppelrücktritt von Arnold Koller und Flavio Cotti kandidierte sie 1999 für den Bundesrat. Die CVP-Fraktion nominierte sie zusammen mit Ruth Metzler für die Ersatzwahl von Koller. Ihm vierten Wahlgang entschied sich die Vereinigte Bundesversammlung für Metzler. Im dritten Wahlgang kam es zum Gleichstand von je 122 Stimmen, wobei ein Stimmzettel mit der Aufschrift «Roth» für ungültig erklärt worden ist, der den Ausschlag zu Roos’ Gunsten hätte geben können (Jean-François Roth war Kandidat bei der anschliessend stattfindenden Ersatzwahl für Cotti). Im Vorfeld der Wahl galt Roos als klare Favoritin.
Bei den Regierungsratswahlen 2000 erreichte sie im ersten Wahlgang nur den letzten Platz und gab darauf ihren Rückzug bekannt. Im Vorfeld der Wahl wurde eine Kampagne gegen sie geführt. Nach ihrem Rückzug hielt sie sich für zwei Jahre in den USA auf und machte in San Diego einen Master of Law. 2002 trat sie wieder in ihre Anwaltskanzlei in Lichtensteig ein.
2001 wurde die Mitglied des Präsidiums von Pro Infirmis. Seit 2003 ist sie dessen Präsidentin. 2005 wurde sie Direktorin von Pro Infirmis. Ende 2016 trat sie von diesem Amt zurück.